# Сан Сосио III (Казерта)
Сан Сосио III је насеље у Италији у округу Казерта, региону Кампанија.
Према процени из 2011. у насељу је живело 26 становника. Насеље се налази на надморској висини од 3 м.